# Монтескано
Монтескано (італ. Montescano) — муніципалітет в Італії, у регіоні Ломбардія, провінція Павія.
Монтескано розташоване на відстані близько 440 км на північний захід від Рима, 50 км на південь від Мілана, 21 км на південний схід від Павії.
Населення — 397 осіб (2014).

## Демографія
Населення за роками:

Станом на 1 січня 2023 року в муніципалітеті офіційно проживали 64 іноземці з 14 країн, серед них 28 громадян країн Євросоюзу.

## Сусідні муніципалітети
- Каннето-Павезе
- Кастана
- Монту-Беккарія